# 卡利尼夫卡 (戈羅多克區)
49°20′0″N 26°20′53″E / 49.33333°N 26.34806°E
卡利尼夫卡（烏克蘭語：Калинівка）是位於烏克蘭西部的村莊，由赫梅利尼茨基州裡赫梅利尼茨基區的薩塔尼夫市鎮負責管轄。該村面積0.62平方公里，海拔高度317米，2001年人口171，人口密度每平方公里274.9人。